# Bici da turismo

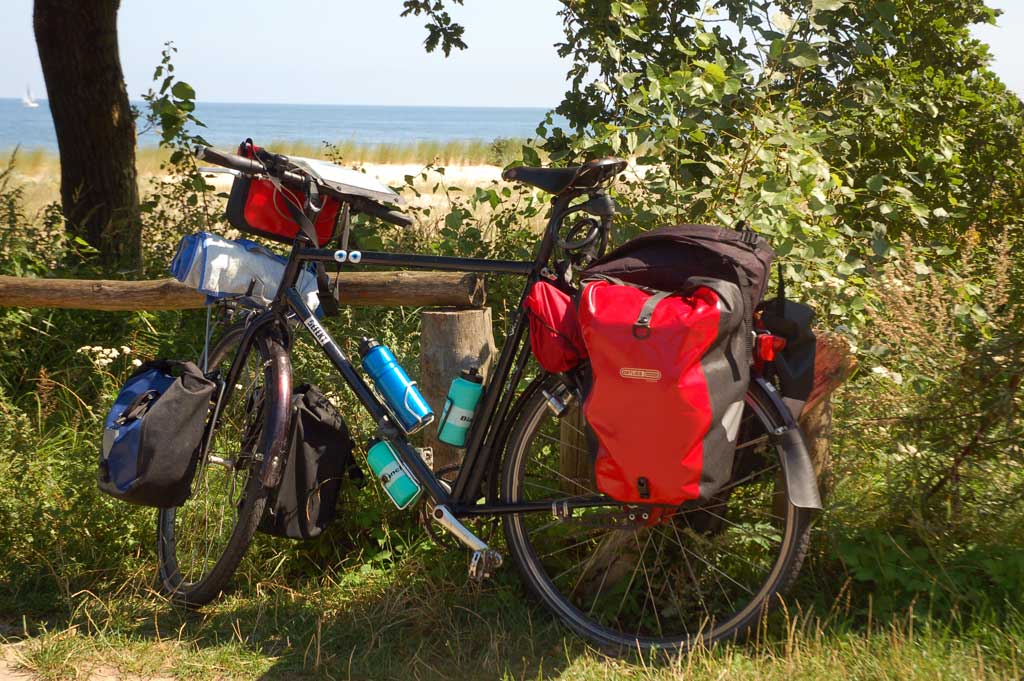
Tipica bici da turismo

La bicicletta da turismo è un tipo di bicicletta indicata per spostamenti lunghi su percorsi di varie tipologie e per il trasporto di carichi elevati.
Trova tipologie commerciali differenti, per forma delle ruote, del telaio, per peso e per tipo di accessori, tuttavia alcune caratteristiche sono sempre riscontrabili.
In base a queste differenze possiamo raggruppare le bici da cicloturismo in differenti insiemi.

## Biciclette mutuate da bici da corsa

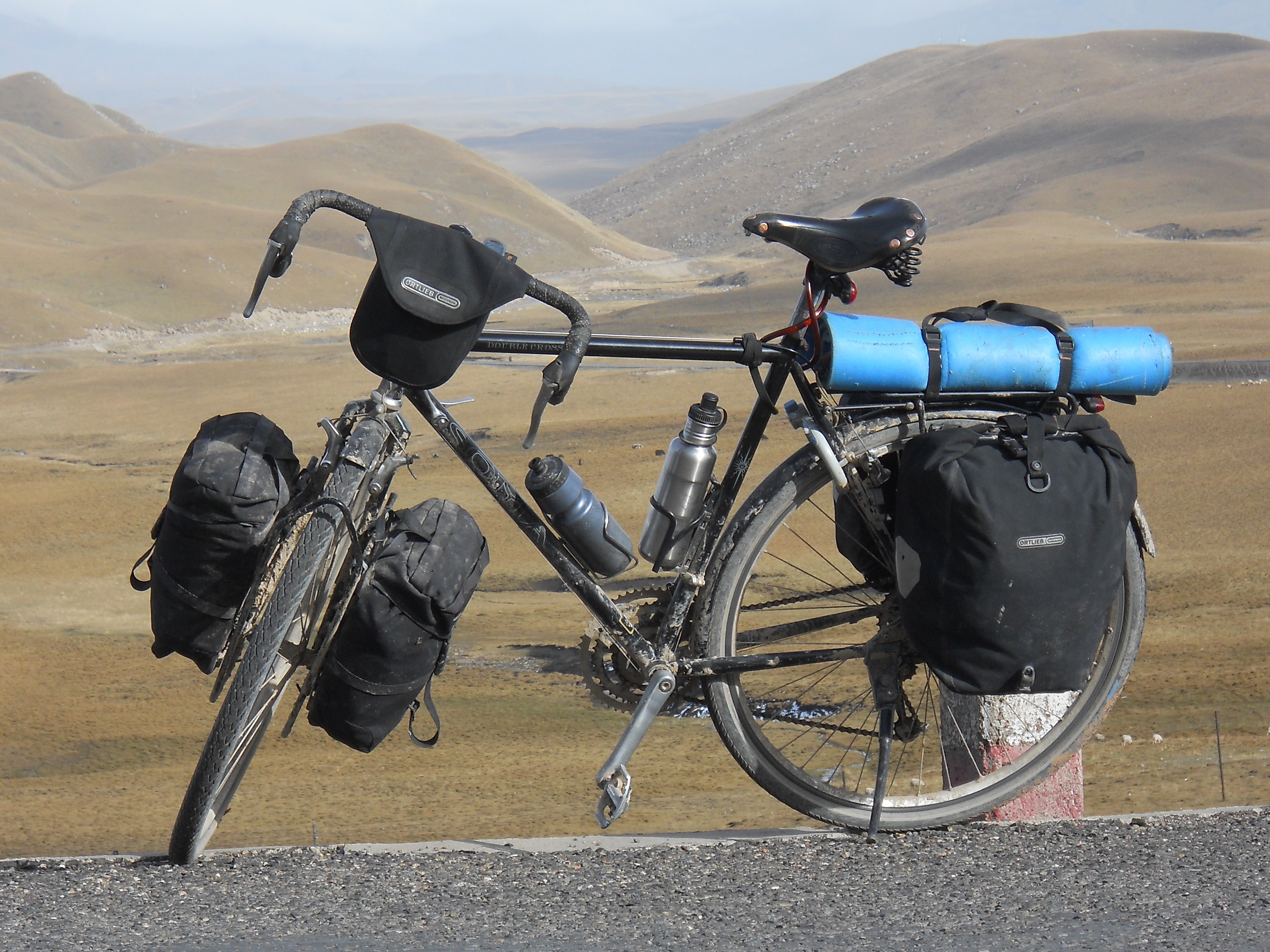

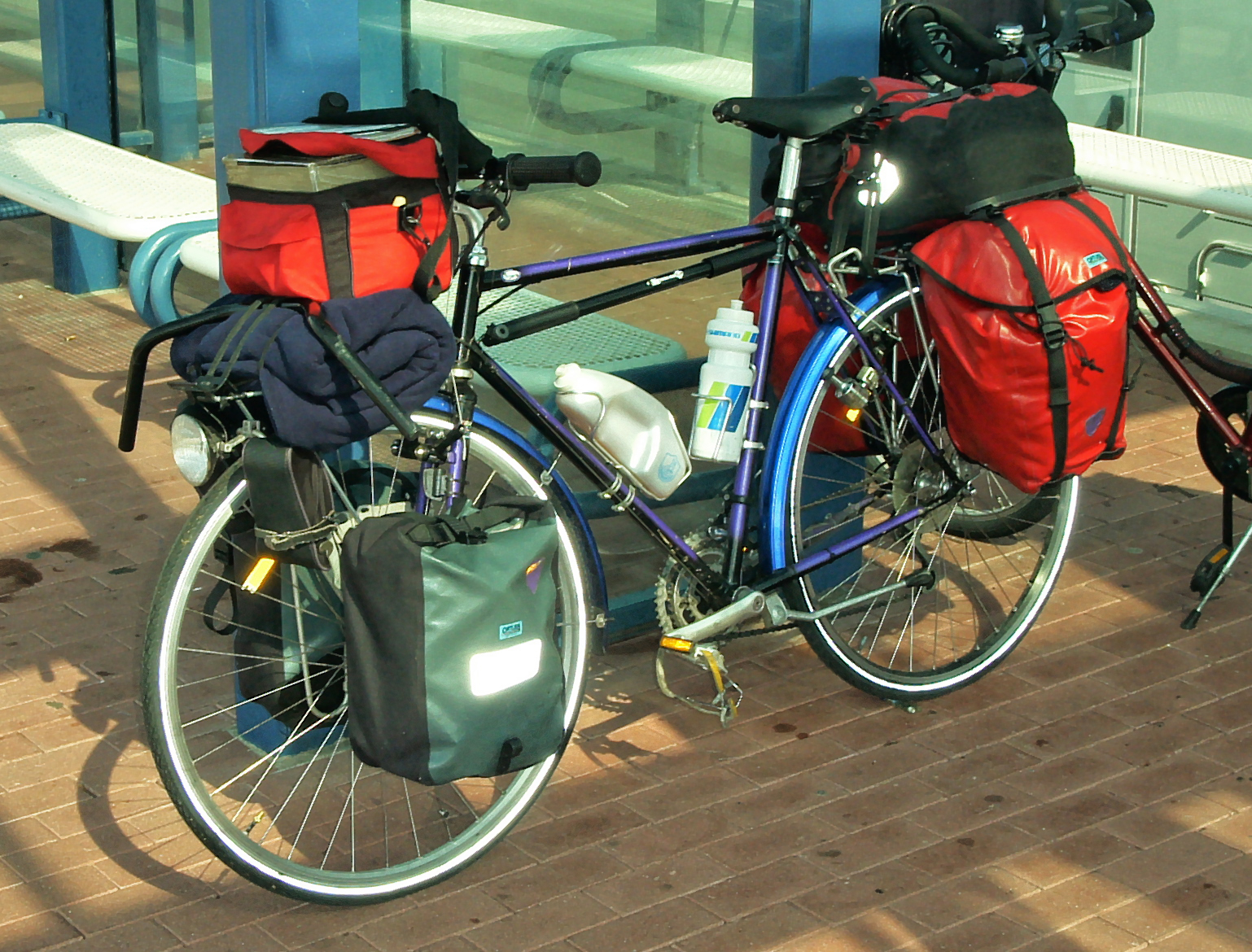

Caratterizzare da telaio a diamante, ruote da 28 pollici con copertoncino e camera d'aria, manubrio ricurvo.
Il sistema frenante è costituito da freni ad archetto Caliper, che garantiscono buon bloccaggio e particolare modulabilità, ma suscettibili ad infangamento su sterrato.
I comandi dei cambi sono costituiti o dalle tradizionali levette sul telaio o tramite comandi ergonomici integrati alle leve dei freni.
La guarnitura è spesso costituita da tre corone per permettere una maggior adattabilità del ciclista su percorsi molto differenti.
I pignoni sono spesso dotati di più denti delle normali biciclette da corsa per poter garantire comfort anche in condizioni di carico.
I portapacchi sono spesso montati su telaio mediante delle fascette esterne, in quanto i telai da corsa spesso non sono dotati di fori per l'inserimento di perni di fissaggio.
I vantaggi di queste biciclette sono:
- una maggior leggerezza.
- una maggior rigidezza del telaio.
- un maggior risparmio di energia dovuto a una maggior pressione degli pneumatici, una minor superficie di contatto con l'asfalto e una minor scolpitura.
- postura più aerodinamica
- un maggior comfort dovuto ad una geometria del telaio e del manubrio più ergonomica.

Gli svantaggi sono:
- la scarsa resistenza degli pneumatici su percorsi non asfaltati.
- la scarsa adattabilità del telaio al montaggio dei portapacchi.
- lo scarso funzionamento dei freni ad arco su percorsi fangosi.

## Biciclette mutuate da mountain bike

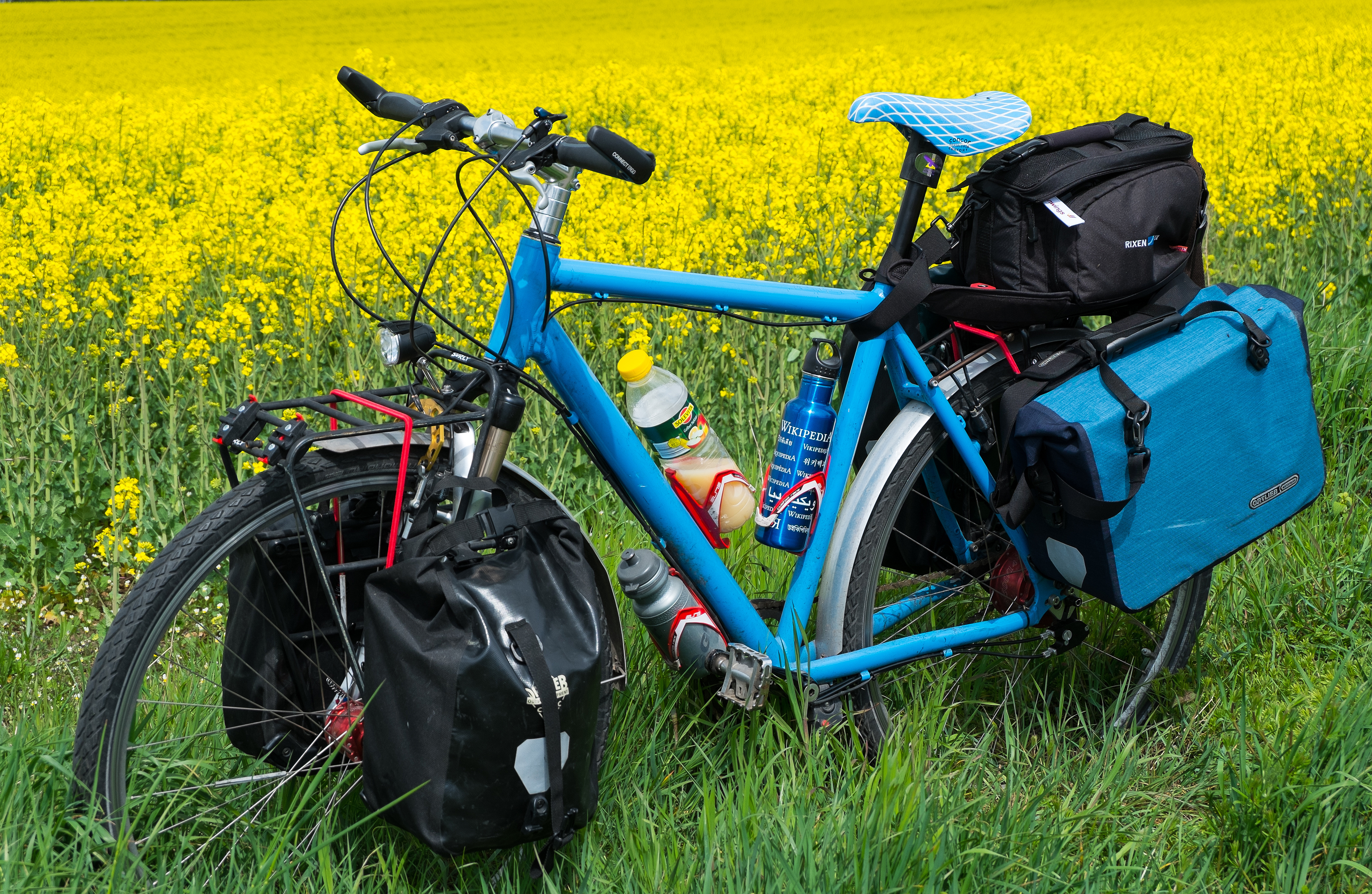

Caratterizzate da telaio a diamante, spesso dotato di ammortizzatore anteriore; ruote da 26 pollici, con pneumatico largo e generalmente con scolpitura poco pronunciata, se non addirittura slick, a differenza delle mountain bike. Manubrio dritto, a volte dotato di Bar End. Il sistema frenante è costituito da freni Cantilever, freni a V oppure freni a disco, che garantiscono un ottimo bloccaggio e sono resistenti all'infangamento su sterrato.
I comandi dei cambi sono costituiti da levette su manubrio o più raramente da comandi grip, sempre su manubrio. La guarnitura è quasi sempre costituita da tre corone di minor dentatura per permettere una maggior adattabilità del ciclista su percorsi sterrati o molto pendenti.
I portapacchi posteriori sono montati su telaio mediante perni di fissaggio su fori predisposti mentre quelli anteriori sono montati mediante perni di fissaggio, se disponibili, oppure mediante fascette aggiunte nel caso di biciclette dotate di ammortizzatori posteriori che non permettono il montaggio di ulteriori dispositivi.
I vantaggi di queste biciclette sono:
- l'elevata resistenza degli pneumatici su ogni terreno.
- l'ottimo funzionamento dei freni su percorsi fangosi o in caso di pioggia.
- l'elevata resistenza del telaio nell'assorbire le sollecitazioni.

Gli svantaggi sono:
- il peso elevato.
- maggior attrito tra pneumatico e asfalto.
- postura meno aerodinamica (più attrito con l'aria).

## Biciclette ibride

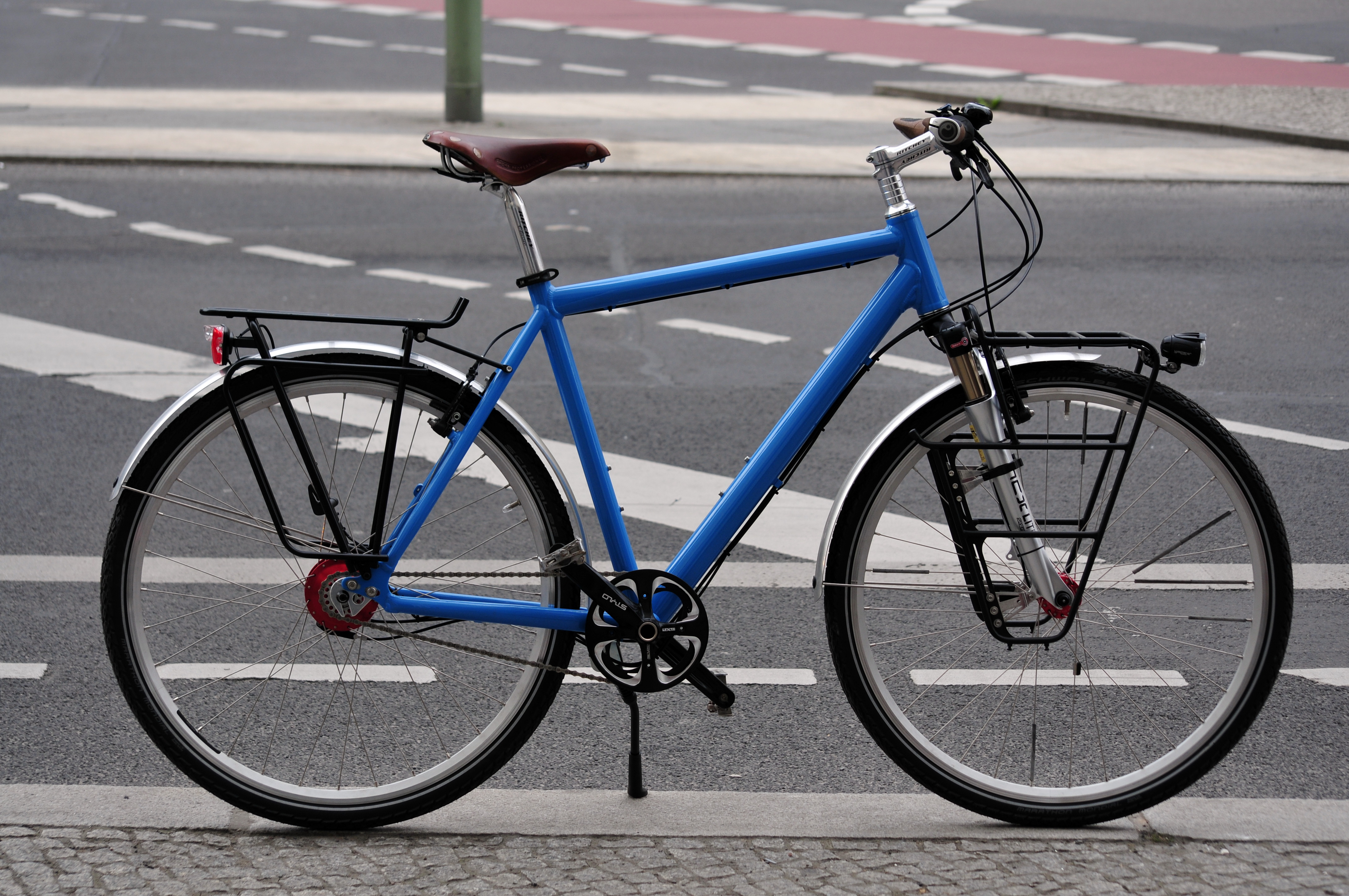

Dette anche bici da trekking, sono caratterizzate da telaio con geometrie a diamante e misure tipiche vicine a quelle di telai MTB, ruote da 28 pollici, con pneumatico medio o stretto e scolpitura poco pronunciata, manubrio dritto o ricurvo.
Il sistema frenante è costituito da freni a V oppure dai più moderni freni a disco.
I comandi dei cambi sono costituiti da levette su manubrio in caso di manubrio diritto o da comandi ergonomici integrati alle leve freno in caso di manubrio ricurvo.
La guarnitura è quasi sempre costituita da tre corone di minor dentatura, per permettere una maggior adattabilità del ciclista su percorsi sterrati o molto pendenti.
Sia i portapacchi posteriori che quelli anteriori sono montati su telaio mediante perni di fissaggio su fori predisposti. 

Sempre più bici da trekking sono dotate di ammortizzatore anteriore.
Essendo queste biciclette prodotte appositamente per il cicloturismo, presentano una maggior comodità ed adattabilità delle biciclette riadattate, ma anche un costo maggiore. Per questo motivo un folto gruppo di cicloturisti continua a preferire biciclette da corsa o MTB, modificate in relazione alle proprie esigenze di viaggio.

## Biciclette sui generis
Esistono tuttavia biciclette per cicloturismo, molto particolari, o per tipologia di accessori o per forma del telaio.
In particolare tra i mezzi utilizzati per cicloturismo è stata introdotta da qualche anno la Bicicletta reclinata, che garantisce una posizione estremamente comoda ai suoi utilizzatori.
Il viaggio viene spesso affrontato da una coppia di ciclisti che adoperano un tandem riadattato per il trasporto dei bagagli.